# توماس بلوم هانسن
توماس بلوم هانسن (بالهولندية: Thomas Blom Hansen)‏ هو عالم إنسان هولندي، ولد في 22 يناير 1958.